# أحمد مالك (موسيقار)
أحمد مالك (6 مارس 1931 - 24 يوليو 2008) هو ملحن جزائري.

## حياته
من مواليد 06 مارس سنة 1931 ببرج الكيفان، التحق بالمعهد الموسيقي سنة 1942 ومكنته هذه الفرصة من تعلم العزف على آلة الناي واختص أيضا فيما بعد في العزف على آلة البيانو والأكورديون. حيث ساهم في تأسيس العديد من الفرق التي قدّمت موسيقى جزائرية حديثة، كما قاد أوركسترا لسنوات عديدة. وتخليدا لذكراه عرض الفيلم التسجيلي «كوكب مالك» للمخرجة الفرنسية بالوما كولومب، ويتناول سيرته التي ترويها هانية، ابنته، على مدار عشرين دقيقة، توفي في 24 يوليو 2008

## أعماله
- 1976:«عمر قتلاتو»

- 1976:"بلا جذور
- 1977: "ليلى والأخريات
- 1977:"حواجز
- 1977:"تشريح مؤامرة
- 1978:"مغامرات بطل
- 1982:«سقف وعائلة»
- 1982:"زواج موسى

## وصلات خارجية
أحمد مالك على موقع IMDb (الإنجليزية)
- أحمد مالك على موقع ميوزك برينز (الإنجليزية)
- أحمد مالك على موقع ديسكوغز (الإنجليزية)
- أحمد مالك على موقع قاعدة بيانات الفيلم (الإنجليزية)